# Paul Saintenoy
Paul Saintenoy (Ixelles, 19 giugno 1862 – Ixelles, 18 luglio 1952) è stato un architetto, scrittore e storico dell'architettura belga, esponente dell'Art Nouveau.

## Biografia

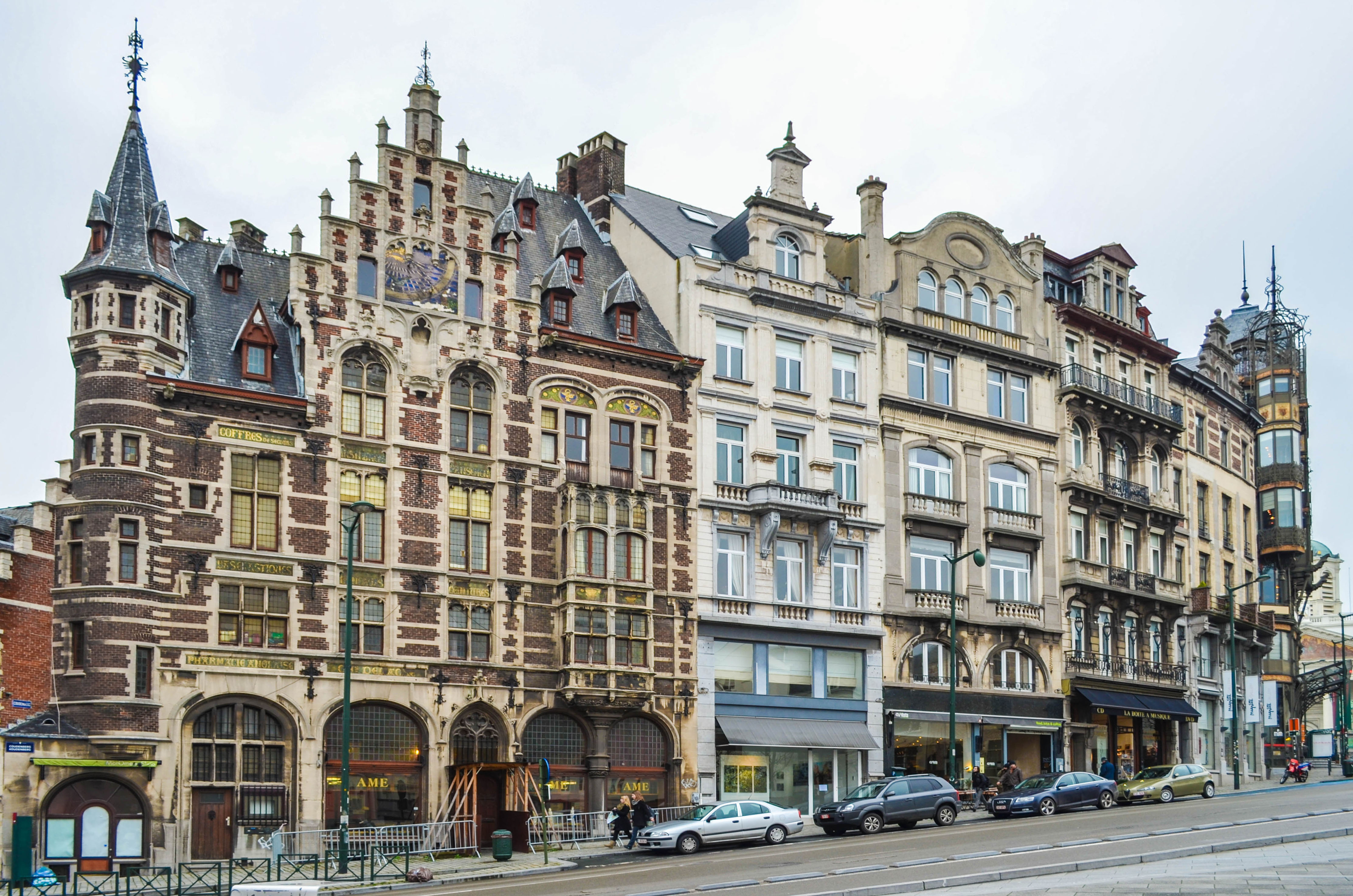
Farmacia Delacre

Nato a Ixelles nella Regione di Bruxelles-Capitale, era il figlio di un architetto. Iniziò gli studi di architettura ad Anversa nel 1881 e in seguito ritornò a Bruxelles per completare la propria formazione. Nutrendo interesse per l'archeologia, per un periodo ricoprì la carica di segretario generale della Société Royale de l'Archéologie de Bruxelles. Nel 1910 intraprese la carriera di insegnante all'Accademia Reale di Belle Arti del Belgio a Bruxelles.
Alla fine della prima guerra mondiale, Saintenoy fu designato membro della "Commission Royale des Monuments et Sites" dove giocò un ruolo importante nella ricostruzione del paese successiva alle devastazioni della guerra.
Paul Saintenoy morì nel 1952 e fu sepolto nel Cimitero di Ixelles, nella periferia sud di Bruxelles.

## Progetti principali
- Old England Department Store, Bruxelles (1899)
- Hôtel Baron Lunden, Bruxelles (1898)
- Maison Losseau, Mons (1899)